# Унгурени (Филипештиј де Тарг)
Унгурени (рум. Ungureni) насеље је у Румунији у округу Прахова у општини Филипештиј де Тарг. Oпштина се налази на надморској висини од 232 m.

## Становништво
Према подацима из 2002. године у насељу је живело 1038 становника, од којих су сви румунске националности.